# بنجامين نيكولز
بنجامين نيكولز هو مهندس وعالم حاسوب وسياسي أمريكي، ولد في 1920، وتوفي في 24 نوفمبر 2007.